# Tarachidia modesta
Tarachidia modesta là một loài bướm đêm trong họ Noctuidae.